# Nationalpark Vesuv
Nationalpark Vesuv (italiensk: Parco Nazionale del Vesuvio) er en italiensk nationalpark centreret omkring den aktive vulkan Vesuv, sydøst for Napoli i provinsen Napoli i regionen Campania. Parken blev grundlagt 5. juni 1995 og har et areal på 72,59 km² omkring Vesuv og Napolibugten. Et areal på 135,5 km² blev i 2020 udpeget til biosfærereservat under UNESCOs Menneske og biosfære-programmet.
Den er centreret omkring den aktive vulkan, og dens ældste, nu inaktive krater, Monte Somma. Biodiversiteten i nationalparken omfatter 612 plante- og 227 dyrearter.